# Kankipadu
Kankipadu là một thị trấn census town thuộc huyện Krishna, bang Andhra Pradesh. The town is located on the banks of the Paleru River which is a tributary of the Krishna River.